# Diplosegment

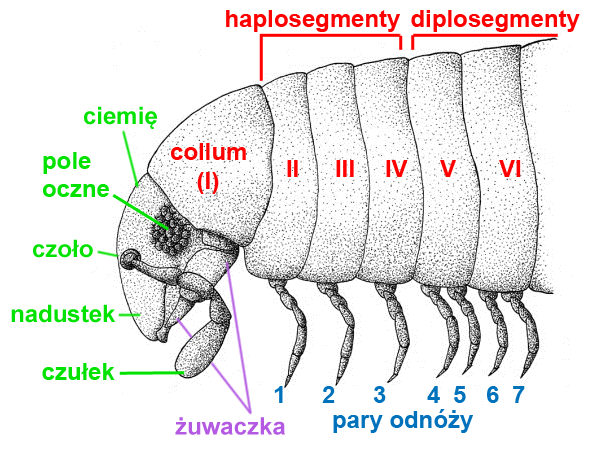
Przód ciała krocionoga

Diplosegment, diplosomit – segment ciała stawonoga, powstały ze zlania się w rozwoju zarodkowym dwóch segmentów pierwotnych, wskutek czego wyposażony jest on w dwie pary odnóży. Występowanie diplosegmentów jest charakterystyczne dla dwuparców.
Diplosegment jest pokryty płytkami: tergitem od góry, pleurytami po bokach i sternitem od spodu, przy czym część lub wszystkie płytki mogą być ze sobą zlane – w ostatnim przypadku tworząc jednolity pierścień. W każdym diplosegmencie da się wyróżnić węższą część przednią czyli prosomit i szerszą część tylną, czyli metasomit. Podczas ruchu ciała prosomity wchodzą pod metasomity segmentu wcześniejszego. Prosomit może się różnić od metasomitu rzeźbą lub być od niego oddzielony bruzdą – w ostatnim przypadku części te nazywa się prozonitem i metazonitem.
Grzbietowe części metasomitów mogą być wyposażone w rozszerzenia boczne czyli paranota (np. u węzławców) lub w kolce (u wymarłych Euphoberiidae).

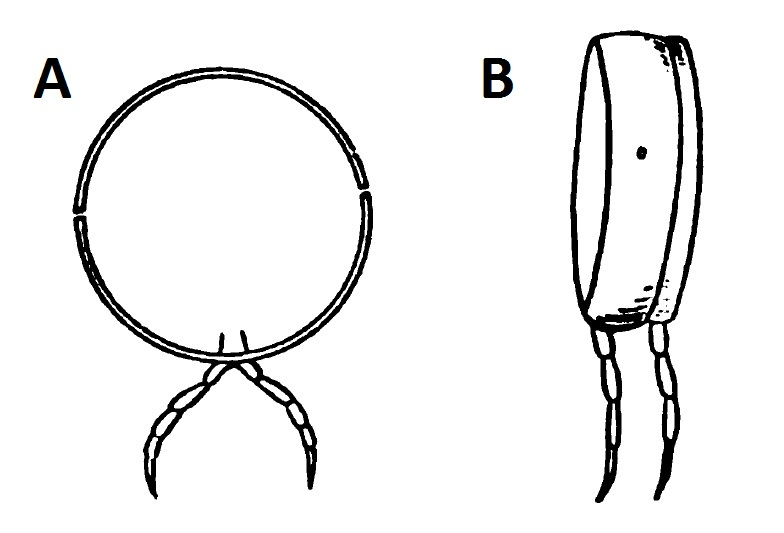
Ogólny schemat budowy diplosegmentu wg Scudder, 1882
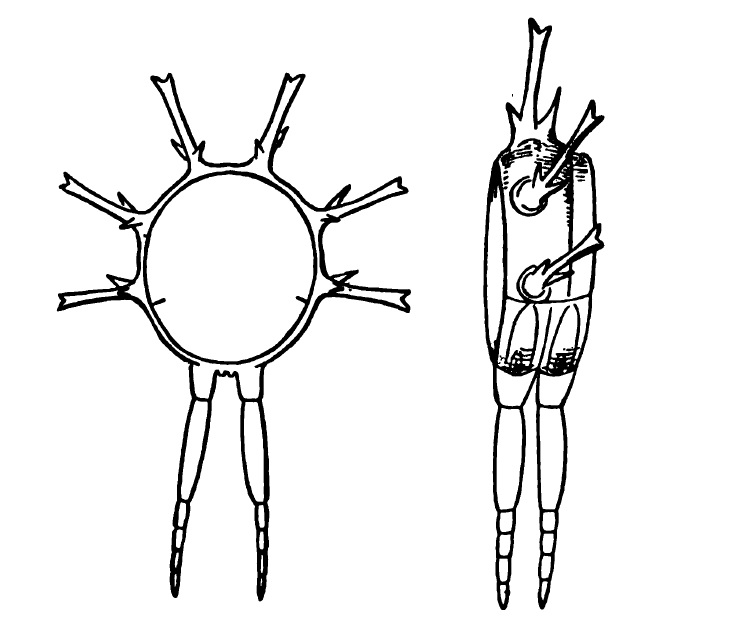
Diplosegment karbońskich Archipolypoda wg Scudder, 1882
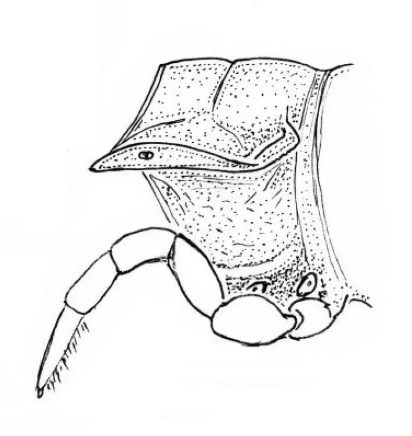
Diplosegment węzławca z widocznym bocznym płatem